# Buddhizmus Líbiában
A buddhizmus Líbiában kisebbségi vallásnak számít. A 2007-es népszámlálási adatok szerint az országban 13 000 szingaléz, 12 000 koreai és hozzávetőleg 2000 kínai él), amely a teljes lakosság mintegy 0,3%-át jelenti. Ezzel Líbia Észak-Afrika egyik legmagasabb buddhista arányszámú országa, ahol jelenleg nem létezik egyetlen buddhista célzatú épület sem és a lakosság döntő többsége muszlim vallású. A buddhista lakosság mintegy kétharmada a théraváda buddhista irányzathoz tartozik, míg a fennmaradó rész a kelet-ázsiai buddhista irányzatok valamelyikét gyakorolja.

## Vallásgyakorlás Líbiában
Az érvényben lévő alkotmány az iszlámot jelöli meg államvallásként és a sária jog jelenti a törvénykezés alapját. Az alkotmány azonban vallásszabadságot biztosít a nem muszlim vallású lakosság számára is, és tiltja a vallási alapú megkülönböztetést. Ennek ellenére a kormány több ízben sem akadályozta meg a szélsőséges csoportok vallási kisebbségben élők elleni erőszakos fellépéseit, és az elkövetett bűncselekményeket sem vizsgálta. A vallási alapon történő erőszakos bűncselekmények elsősorban a szunnita kisebbség ellen történtek Derna körzetében. 2014 szeptemberében keresztények ellen követtek el halálos kimenetelű erőszakot Bengáziban.